# Pierre François Nicolas Plet-Beauprey
Pour les articles homonymes, voir Plet.
Pierre François Nicolas Plet-Beauprey, né le 28 janvier 1762 à Sées (Orne) et mort dans la même ville le 28 mai 1821, est un homme politique français, député à la Convention nationale et au Conseil des Cinq-Cents.

## Biographie
Son père était aubergiste à Sées dans l'Orne. Entré dans les ordres, Pierre François Nicolas Plet-Beauprey était abbé à Sées en 1789. Acquis aux idées de la Révolution, il devint en 1791 administrateur du département de l'Orne et le 8 septembre 1792, il fut élu par le même département député à la Convention nationale, le cinquième sur dix, où il devint membre du comité de l'examen des comptes.
Lors du procès de Louis XVI, il vota la culpabilité, la ratification du jugement du peuple, la mort avec sursis jusqu'à ce que la Convention ait pris des mesures pour que la famille des Bourbons ne puisse nuire à l'établissement de la République et le sursis à l'exécution du jugement.
Étant en mission dans l'Orne et dans le Loiret, il ne participa pas au scrutin du 13 avril 1793 relatif à la mise en accusation de Marat, ni à celui du 28 mai concernant le rapport du décret qui avait cassé la Commission des Douze ni, plus tard, à la mise en accusation des Girondins.
Après le 27 juillet 1794 (9 thermidor de l'an II), il fit partie de la commission chargée d'inventorier les papiers de Maximilien de Robespierre.
Le 13 janvier 1795 (24 nivôse de l'an III), il fut envoyé dans le Calvados, l’Eure, la Manche, l’Orne, la Sarthe et la Seine-Inférieure pour surveiller les haras. Il ne rentra à Paris qu'après septembre 1795.
Le 14 octobre 1795 (22 vendémiaire de l'an IV), il fut élu par le département de l'Orne au Conseil des Cinq-Cents où il siégea jusqu'en l'an VII, puis, sans emploi, il vécut de ses revenus (3 000 francs).
En 1813, il fut nommé inspecteur des postes, fonctions qu'il occupa jusqu'à sa révocation par la Première Restauration. Il reprit ses fonctions aux Cent-Jours, puis, à la Seconde Restauration, fut frappé par la loi du 12 janvier 1816 qui exilait les régicides. Il se réfugia à La Haye. Amnistié le 27 mai 1818, à cause de son vote sur le sursis à l'exécution de Louis XVI, il rentra à Sées le 18 août 1818, où il demeura jusqu'à sa mort.

## Sources
- « Pierre François Nicolas Plet-Beauprey », dans Adolphe Robert et Gaston Cougny, Dictionnaire des parlementaires français, Edgar Bourloton, 1889-1891 [détail de l’édition]
- Jules Michelet, La Révolution française
- Archives parlementaires de 1787 à 1860 : recueil complet des débats législatifs et politiques des Chambres françaises, première série, 1787 à 1799, tomes LVII, LXI, LXII, LXX.